# Ingerophrynus philippinicus
Ingerophrynus philippinicus és una espècie d'amfibi que viu a les Filipines.